# Irmãs dos Santos Anjos
As Irmãs dos Santos Anjos são uma congregação religiosa feminina educacional e hospitaleira de direito pontifício.

## Histórico
A congregação foi fundada em 15 de outubro de 1831 em Lons-le-Saunier por Barbe-Élise Poux (1798-1855) na religião Madre Marie Saint-Michel, com a ajuda da capuchinha Agathange de Lons. Ela então transferiu sua comunidade para Morez e depois para Mâcon. Monsenhor Antoine Jacques de Chamon, bispo de Saint-Claude, deu-lhes constituições baseadas na regra de Santo Agostinho e aprovou o instituto em 1845.
Em 1893, uma filial foi aberta no Rio de Janeiro; após a promulgação das leis anticongregacionistas na França, o Brasil passa a ser seu principal campo de ação.
O instituto recebeu decreto de louvor em 22 de agosto de 1858 e suas constituições são finalmente aprovadas pela Santa Sé em 9 de março de 1962.

## Atividades e divulgação
Fundadas originalmente para o ensino, as irmãs estendem seu apostolado ao cuidado dos enfermos.
Eles estão presentes na França, mas principalmente no Brasil.
A casa mãe fica na Tijuca.
Em 2017, a congregação tinha 138 irmãs em 23 casas.